# 種子島忠時 (17代)
種子島 忠時（たねがしま ただとき、慶長17年8月17日（1612年9月12日） - 承応3年3月26日（1654年5月12日））は、江戸時代初期の鹿児島藩（薩摩藩）士。種子島氏第17代当主。官名は、武蔵守、後に左近大夫。種子島氏16代当主・久時の子。子は18代当主・久時。

## 生涯
慶長17年（1612年）、島津氏の家臣で種子島氏第16代当主・久時の子。母は側室（前田重弘の娘）。幼名は、鶴袈裟。
父・久時は男子に恵まれないまま慶長16年（1611年）に死去したが、その後に側室が懐妊していたことが分かり、誕生したのが忠時である。藩主・島津家久によって生まれながらにして当主とされたものの、乳児であったため種子島の実質的な支配は鹿児島藩の指導下で行われ、忠時は鹿児島城下で養育された。また、元和6年（1620年）に元服後は家久の娘を妻に迎えさせられた。これらにより島主としての独立性を失った。
その後は鹿児島藩の家来として鹿児島と江戸を往復し、江戸幕府将軍・徳川秀忠や家光への使者となるなど重要な役目を果たす。また、所領の種子島が地理関係で鹿児島藩の重要政治犯罪人の流刑地となると、堅野カタリナ（島津光久の祖母で隠れキリシタン）や島津久憲（島津歳久の玄孫で前家老の島津久慶の養子）などの流刑人の監視を担当する。これがきっかけとなり、種子島は公儀の罪人の流刑地として変容していくことになる。
承応3年（1654年）、死去。法名は、孟猛院日源大居士。

## 系譜
- 父：種子島久時
- 母：前田重弘の娘
- 妻：島津忠恒の四女
  - 男子：千鶴
  - 女子：島津久賢の室
  - 男子：種子島久時